# Moramanga
Moramanga ist eine Stadt (commune urbaine) im Osten von Madagaskar. Sie befindet sich in der Region Alaotra-Mangoro und im Distrikt Moramanga. Sie hat eine Bevölkerung von 57.084 Einwohnern (2018). Moramanga liegt zwischen der Hauptstadt Antananarivo und der Ostküste an der Kreuzung der Route nationale 2 und der Route nationale 44. Der Name Moranmanga geht auf den Sklavenhandel zurück. Um Sklaven von anderen sozialen Schichten zu unterscheiden, trugen diese blaue Kleidung oder Manga. Da sie zu den billigsten (Mora) in Afrika gehörten, wurde daraus Moramanga.

## Demografie
Die Bevölkerung wuchs von 10.806 (1975) auf 57.084 (2018) Bewohner an. Viele Einwohner gehören den Bezanozano an.

## Geschichte
Die Stadt Moramanga nimmt einen wichtigen Platz in der Geschichte Madagaskars ein. In Moramanga begann in der Nacht des 29. März 1947 der madagassische Aufstand gegen die französische Kolonialherrschaft. Das Zugmassaker von Moramanga am 5. Mai 1947 ist ein Beispiel für die blutige Unterdrückung, die auf den Aufstand folgte. Um Mitternacht gaben französische Armeeoffiziere den Befehl, mit Maschinengewehren auf drei Waggons zu schießen, in denen Unabhängigkeitsaktivisten eingesperrt waren. An den Aufstand erinnert am Stadtrand Moramangas eine Gedenkstätte mit Massengräbern, auf denen Gemälde verschiedene Begebenheiten im Zusammenhang mit dem Aufstand verdeutlichen.

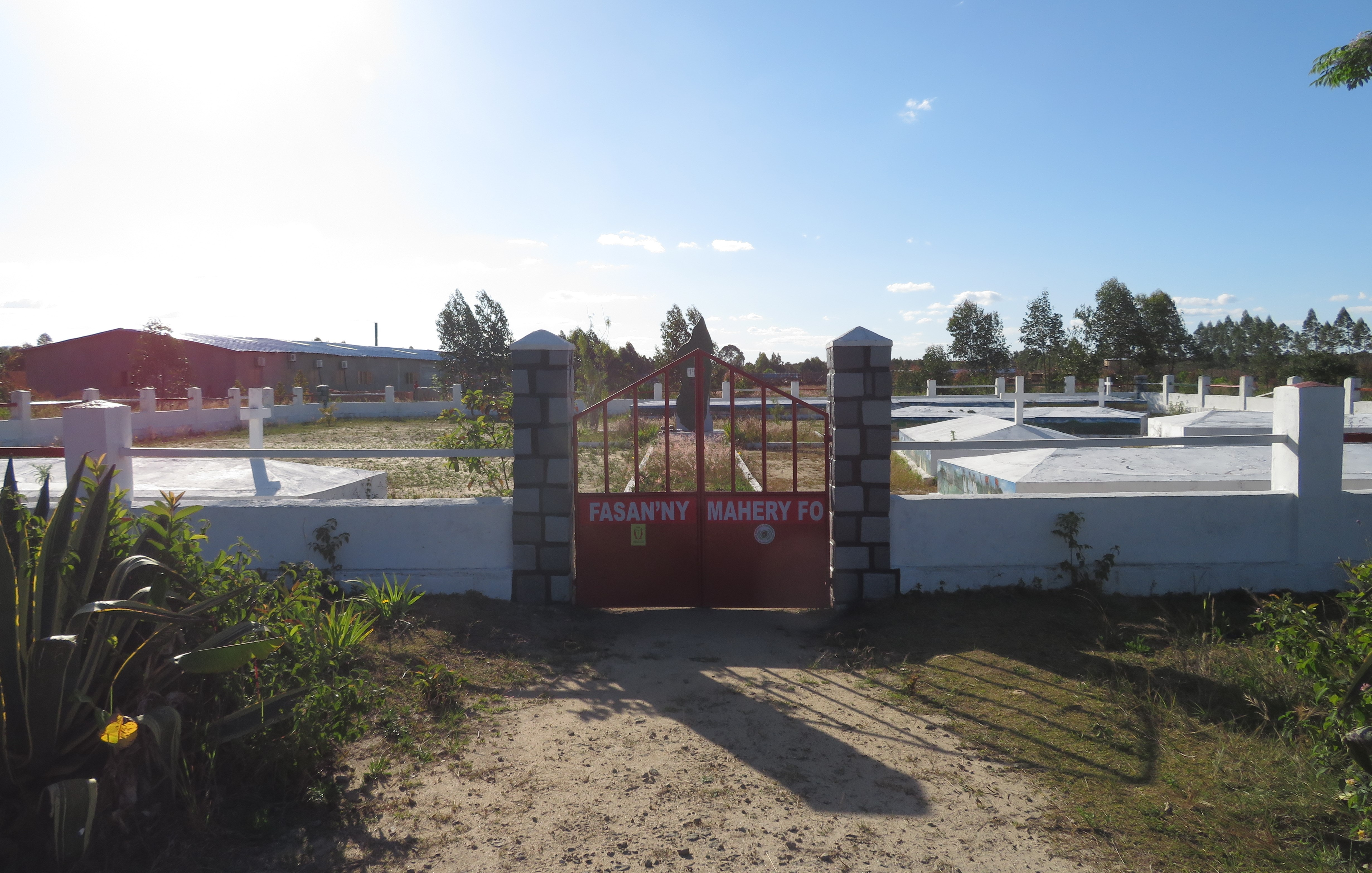
Gedenkstätte
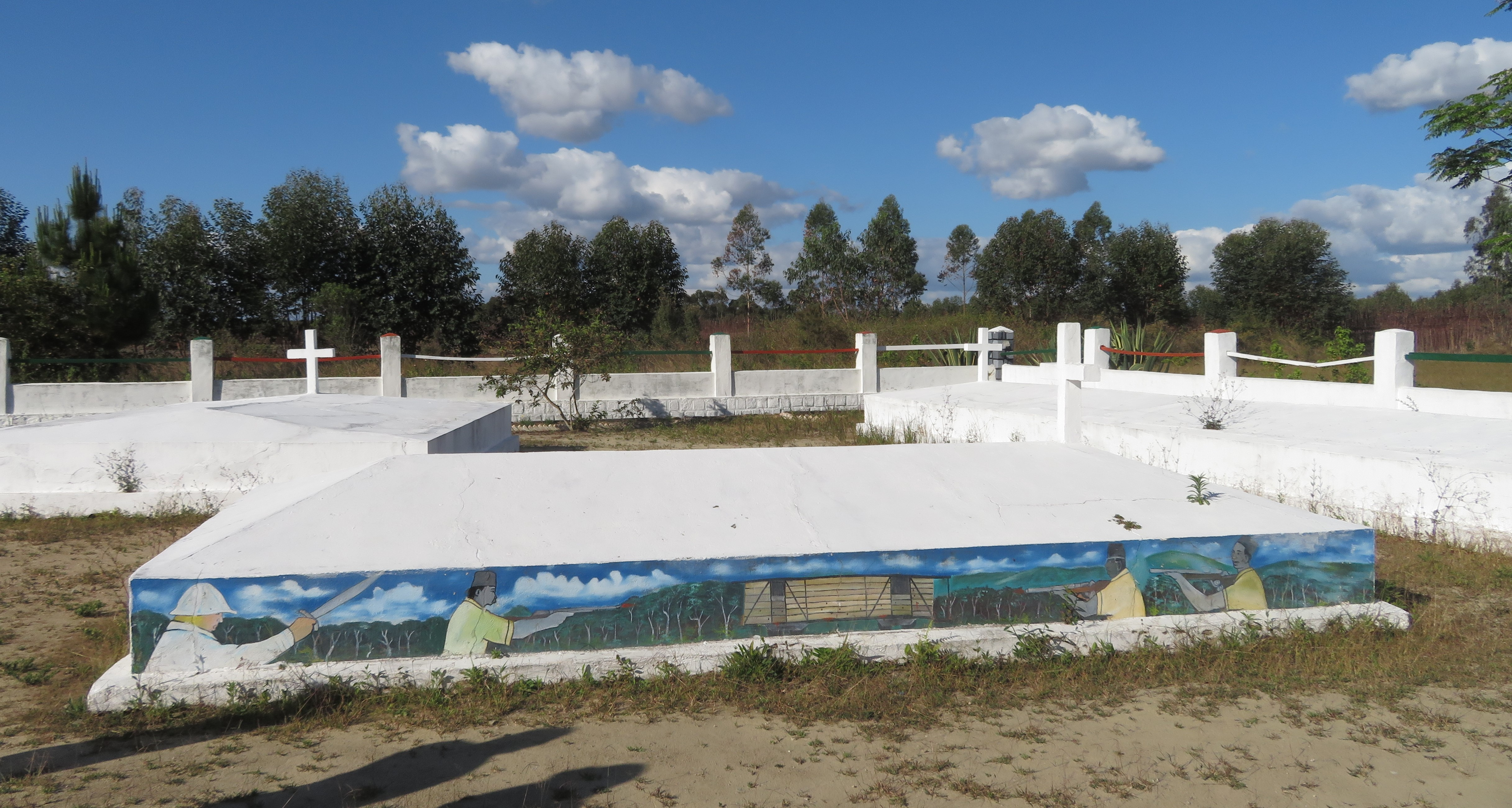
Massengrab
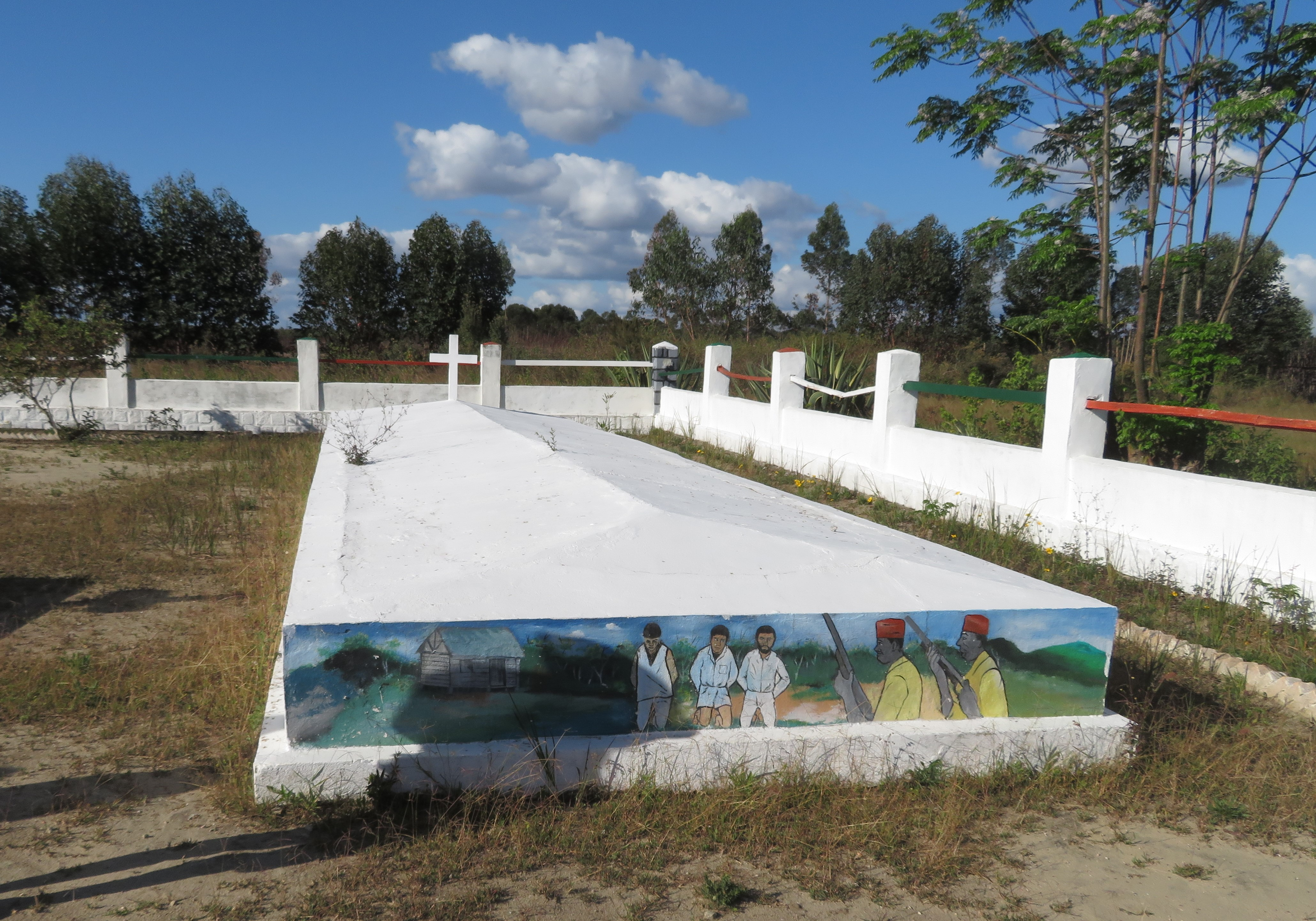
Massengrab

## Infrastruktur
Moramanga bildet eine wichtige Station der Eisenbahn von Madagaskar.